# تيوفيلو ستيفنسون
تيوفيلو ستيفنسون (Teófilo Stevenson) هو لاعب أولمبي لرياضة ملاكمة من كوبا. شارك في الأولمبياد الصيفي في 1972–1980، وفاز بما مجموعه 3 ميداليات.

## الميداليات
| ذهب | فضة | برونز | المجموع |
| 3   | 0   | 0     | 3       |

## روابط خارجية
- تيوفيلو ستيفنسون على موقع بوكس ريك (الإنجليزية) (registration required)
- تيوفيلو ستيفنسون على موقع اللجنة الأولمبية الدولية (الإنجليزية)
- تيوفيلو ستيفنسون على موقع أوليمبيديا (الإنجليزية)